# Rutog (powiat)
Rutog (tyb.  རུ་ཐོག་རྫོང་།, Wylie ru thog rdzong, ZWPY Rutog Zong; chiń. upr. 日土县; pinyin Rìtǔ Xiàn) – powiat w zachodnich Chinach, w prefekturze Ngari, w Tybetańskim Regionie Autonomicznym. Siedzibą powiatu jest miasto Rutog. W 1999 roku powiat Rutog liczył 7140 mieszkańców.

## Położenie
Powiat Rutog od zachodu graniczy z indyjskim terytorium Ladakh, a od północy – z powiatami Hoten, Qira i Yutian regionu autonomicznego Sinciang. Od południa i południowego wschodu Rutog graniczy z powiatami Gar, Gê'gyai i Gêrzê.